# Широков, Михаил Фёдорович
Михаил Фёдорович Широков (1901, Владимирская губерния — 24 октября 1982, Москва) — советский учёный-физик, доктор физико-математических наук, профессор.

## Биография
Родился в 1901 году в деревне Никулино, Погребищенской волости Владимирского уезда Владимирской губернии, в крестьянской семье.
После окончания в 1919 году Пермской гимназии, поступил на физико-математический факультет Пермского государственного университета, где, слушая лекции профессора Фридмана, увлёкся фундаментальными проблемами теории относительности. В 1921 году перешёл на физико-математический факультет Московского университета, который окончил в 1925 году.
С 1929 по 1941 год был заведующим кафедрой физики сначала в Ивановском текстильном институте, а затем в Воронежском государственном университете. В то же время он с 1932 по 1938 год занимал должность научного сотрудника физико-технической лаборатории Всесоюзного теплотехнического института им. Ф. Э. Дзержинского.
С 1941 года М. Ф. Широков заведовал кафедрой физики в Московском авиационном институте и, одновременно, был профессором физического факультета МГУ, где читал ряд теоретических курсов и, в частности, спецкурс по тензорному анализу и общей теории относительности, который он ввёл в 1945 году.
Был председателем физико-математического Совета Всероссийского общества «Знание». Был награждён орденами: Трудового Красного Знамени, «Знак Почёта», тремя медалями. Ему было присвоено Почётное звание «Заслуженный деятель науки и техники РСФСР».
Умер 24 октября 1982 года. Похоронен на Донском кладбище.
Его сын, Юрий Михайлович Широков (1925—1980).

## Научная деятельность
У него были очень широкие научные интересы.
В своих первых работах, в 1931—1934 годах, он развил теорию вязкости реального газа, подчиняющегося уравнению Ван-дер-Ваальса, и, использовав предельный переход к случаю больших плотностей, дал молекулярно-кинетическое истолкование
известного эмпирического соотношения А. И. Бачинского для вязкости жидкостей. Результаты этой теории плодотворно применялись к расчётам вязкости и теплопроводности паров при условиях близким к критическим.
В те же годы, он занимался проблемами газодинамики и термодинамики околозвуковых потоков на основе полной системы строгих гидродинамических уравнений. Им впервые были получены уравнения динамики турбулентных потоков путём осреднения точных уравнений газодинамики. Он дал решение ряда задач по сопротивлению и теплообмену в газодинамических потоках, причём была показана существенная роль трения для газодинамического теплообмена и вскрыта физическая сущность так называемой «температуры торможения». Эти работы нашли большое применение в теплотехнике, а также при создании авиационной и ракетно-космической техники.
Им была выявлена роль теплоты диссипации в процессах теплообмена и гидравлического сопротивления в тонком ламинарном подслое, непосредственно прилегающем к стенке обтекаемого тела. Недоучёт этого обстоятельства приводил к существенным ошибкам в расчётах силы сопротивления при обтекании крыльев самолётов.
Он также занимался проблемами общей теории относительности и гравитации. В своих работах он последовательно придерживался реляционной концепции пространства и времени, согласно которой в физическом пространстве имеют смысл лишь те понятия, в которых положение одного объекта соотносится с положением другого, а пространственные протяженности понимаются как размеры материальных тел. Он внёс большой вклад в прояснение сути таких фундаментальных вопросов общей теории относительности, как проблема энергии-импульса гравитационного поля и роли координатных систем и систем отсчёта.
Опубликовал монографию и научные работы по магнитной гидродинамике, теории относительности, космологии и философским проблемам естествознания.
Предсказал эффект общей теории относительности: различие в частотах двух ортогональных колебаний пробных тел на круговой орбите в поле Шварцшильда (эффект Широкова).